# Casey Phair
Casey Yu-jin Phair (tiếng Hàn Quốc: 케이시 유진 페어; sinh ngày 29 tháng 6 năm 2007) là một cầu thủ bóng đá đang thi đấu ở vị trí tiền đạo cho câu lạc bộ đang thi đấu tại giải NWSL Angel City và đội tuyển bóng đá nữ quốc gia Hàn Quốc. Tính đến năm 2023, cô trở thành cầu thủ trẻ tuổi nhất ra sân thi đấu trong lịch sử giải vô địch bóng đá nữ thế giới, khi ra mắt giải đấu năm 2023 với 16 tuổi và 26 ngày.
Là một người Mỹ gốc Hàn khi lớn lên ở New Jersey, Hoa Kỳ, cô trở thành cầu thủ đa chủng tộc đầu tiên trong lịch sử được triệu tập lên đội tuyển nữ Hàn Quốc.

## Tiểu sử
Casey Phair sinh ngày 29 tháng 6 năm 2007 tại Hàn Quốc trong một gia đình có cha là người Hoa Kỳ, mẹ là người Hàn Quốc. Cô cùng gia đình chuyển sang Hoa Kỳ sinh sống khi cô mới 1 tháng tuổi. Trước đây, cô sinh sống ở thị trấn Exeter, New Hampshire, sau đó, cô chuyển sang sinh sống ở thị trấn Warren, New Jersey, nơi cô bắt đầu chơi bóng tại Trường Trung học Pingry và tham gia đào tạo tại Học viện Phát triển Cầu thủ ở New Jersey.

## Sự nghiệp câu lạc bộ

### Angel City
Sau màn trình diễn ấn tượng tại Giải vô địch bóng đá nữ thế giới 2023, Casey Phair đã thử việc ở các câu lạc bộ NJ/NY Gotham, Kansas City Current và Angel City. Vào ngày 18 tháng 1 năm 2024, cô ký hợp đồng có thời hạn 3 năm để thi đấu cho câu lạc bộ Angel City. Đồng thời, cô cũng là cầu thủ trẻ nhất thi đấu cho đội bóng này.

## Sự nghiệp quốc tế
Casey Phair được gọi lên đội tuyển U-17 nữ Hàn Quốc trước khi được triệu tập lên đội tuyển quốc gia tham dự Giải vô địch bóng đá nữ thế giới 2023. Cô đã giúp đội tuyển U-17 nữ Hàn Quốc giành quyền tham dự vòng loại Cúp bóng đá U-17 nữ châu Á 2024, khi ghi một cú đúp vào lưới Tajikistan và một cú hat-trick vào lưới đội tuyển U-17 nữ Hồng Kông.
Tại Giải vô địch bóng đá nữ thế giới 2023, cô đã lập kỷ lục khi trở thành cầu thủ trẻ nhất tham gia các giải vô địch bóng đá nữ thế giới – tính cả các cấp độ nam và nữ – với 16 tuổi và 26 ngày. Cô ra mắt giải đấu khi vào sân từ băng ghế dự bị trong trận gặp đội tuyển nữ Colombia ở lượt trận ra quân vòng bảng vào ngày 25 tháng 7 năm 2023; kỷ lục này trước đó thuộc về Ifeanyi Chiejine của đội tuyển nữ Nigeria. Trong thời gian này, cô cũng trở thành cầu thủ trẻ tuổi nhất vinh dự được khoác áo một đội tuyển quốc gia, tuy nhiên, kỷ lục này sau đó đã bị phá vỡ vào tháng 9 cùng năm bởi tài năng trẻ Una Rankić của đội tuyển nữ Bosna và Hercegovina. Cô đã ra sân tất cả ba trận vòng bảng tại giải đấu và lần đầu tiên có mặt trong đội hình xuất phát trong trận hòa 1–1 của Hàn Quốc trước Đức.
Vào ngày 26 tháng 10 năm 2023, cô ghi bàn thắng đầu tiên và cũng là cú hat-trick đầu tiên trong sự nghiệp thi đấu ở cấp độ đội tuyển quốc gia, trong trận thắng hủy diệt 10–1 của Hàn Quốc trước Thái Lan tại vòng loại thứ hai của bộ môn bóng đá nữ tại Thế vận hội Mùa hè 2024 khu vực châu Á. Với 16 tuổi và 119 ngày, cô trở thành cầu thủ trẻ thứ hai ghi bàn trong lịch sử bóng đá nữ Hàn Quốc, chỉ xếp sau Ji So-yun. Cô cũng trở thành cầu thủ trẻ nhất lập cú hat-trick ở tất cả các cấp độ đội tuyển quốc gia của Hàn Quốc.

## Thống kê sự nghiệp

### Câu lạc bộ
Tính đến 12 tháng 3 năm 2024
| Câu lạc bộ                                   | Mùa giải                                     | Giải đấu                                     | Giải đấu    | Giải đấu     | Cúp quốc gia | Cúp quốc gia | Play-off    | Play-off     | Tổng số trận và số bàn thắng | Tổng số trận và số bàn thắng |
| Câu lạc bộ                                   | Mùa giải                                     | Hạng đấu                                     | Số trận đấu | Số bàn thắng | Số trận đấu  | Số bàn thắng | Số trận đấu | Số bàn thắng | Số trận đấu                  | Số bàn thắng                 |
| -------------------------------------------- | -------------------------------------------- | -------------------------------------------- | ----------- | ------------ | ------------ | ------------ | ----------- | ------------ | ---------------------------- | ---------------------------- |
| Angel City                                   | 2024                                         | NWSL                                         | 0           | 0            | –            | –            | –           | –            | 0                            | 0                            |
| Tổng số trận và số bàn thắng trong sự nghiệp | Tổng số trận và số bàn thắng trong sự nghiệp | Tổng số trận và số bàn thắng trong sự nghiệp | 0           | 0            | 0            | 0            | 0           | 0            | 0                            | 0                            |

1. ↑  Tính cả các loạt trận play-off NWSL.

### Đội tuyển quốc gia
Tính đến 24 tháng 2 năm 2024
| Đội tuyển quốc gia                               | Năm                                              | Số lần ra sân | Số bàn thắng |
| ------------------------------------------------ | ------------------------------------------------ | ------------- | ------------ |
| Hàn Quốc                                         | 2023                                             | 4             | 3            |
| Hàn Quốc                                         | 2024                                             | 1             | 1            |
| Tổng số trận đấu và số bàn thắng trong sự nghiệp | Tổng số trận đấu và số bàn thắng trong sự nghiệp | 5             | 4            |

Tỷ số và kết quả liệt kê số bàn thắng mà Hàn Quốc ghi được, cột trước là biểu thị số bàn thắng của Casey Phair.
| Số bàn thắng | Ngày                 | Địa điểm                                      | Đối thủ      | Tỷ số | Kết quả | Giải đấu                                                    | Ref.          |
| ------------ | -------------------- | --------------------------------------------- | ------------ | ----- | ------- | ----------------------------------------------------------- | ------------- |
| 1            | 26 tháng 10 năm 2023 | Sân vận động Egret Hạ Môn, Hạ Môn, Trung Quốc | Thái Lan     | 1–0   | 10–1    | Vòng loại bóng đá nữ Thế vận hội Mùa hè 2024 khu vực châu Á | [ 20 ] [ 21 ] |
| 2            | 26 tháng 10 năm 2023 | Sân vận động Egret Hạ Môn, Hạ Môn, Trung Quốc | Thái Lan     | 6–0   | 10–1    | Vòng loại bóng đá nữ Thế vận hội Mùa hè 2024 khu vực châu Á | [ 20 ] [ 21 ] |
| 3            | 26 tháng 10 năm 2023 | Sân vận động Egret Hạ Môn, Hạ Môn, Trung Quốc | Thái Lan     | 7–0   | 10–1    | Vòng loại bóng đá nữ Thế vận hội Mùa hè 2024 khu vực châu Á | [ 20 ] [ 21 ] |
| 4            | 24 tháng 2 năm 2024  | Cidade do Futebol, Oeiras, Bồ Đào Nha         | Cộng hòa Séc | 2–0   | 2–1     | Giao hữu                                                    | [ 22 ]        |